# L'Équipage fantôme
Pour plus de détails, voir Fiche technique et Distribution.
L'Équipage fantôme (Sealed Cargo) est un film américain  réalisé par Alfred L. Werker et sorti en 1951.
Le film se déroule en 1943. Au plus fort de la Bataille de l'Atlantique, un navire de pêche battant le pavillon américain rencontre une goélette d'origine danoise gravement endommagée au large de la côte est du Canada qu'il va remarquer. Il ignore qu'un sous marin allemand les a pris en chasse.

## Synopsis
En 1943, dans l'Atlantique Nord, le capitaine Pat Banyon, propriétaire d'un chalutier de pêche Daniel Webster, décharge ses prises dans le port d’attache de Gloucester au Massachusetts. Il accepte à contrecœur de transporter Margaret McLean à Trabo, une petite communauté de Terre-Neuve. En sous-effectif, il engage le navigateur danois Konrad et le Daniel Webster navigue vers les lieux de pêche des Grands Bancs. Une fois en mer, un autre Danois, Holger, rapporte que la radio a été sabotée. Comme Banyon connaît bien toute l’équipe à l’exception de Konrad et de son compatriote Dane Holger, il soupçonne l’un d’entre eux ou même Margaret d’être un agent allemand. Naviguant de nuit dans un épais brouillard, ils entendent des coups de feu et recherchant des survivants, ils tombent sur le Den Magre Kvinde, un voilier danois. Il semble avoir été endommagé dans une tempête avant d'avoir été bombardé. À bord, ils ne découvrent que le capitaine Skalder hébété et un cadavre. Il affirme que son équipage a abandonné le navire dans une tempête et qu’il a ensuite été attaqué par un sous-marin. Le Daniel Webster remorque Kvinde en détresse jusqu’à Trabo.
Konrad se méfie en notant que les tirs allemands ont touché au-dessus de la ligne de flottaison plutôt qu’en dessous, là où un artilleur ayant l’intention de couler un navire viserait. Il remarque aussi que si la bâche recouvrant le bateau du navire est criblée d’impacts de balles, le bateau lui-même n’est pas gravement endommagé. Banyon et Konrad se faufilent séparément sous les ponts pour fouiller la cale. Lorsqu’ils se rencontrent, Konrad a un pistolet mais il le donne à Banyon pour prouver où se trouve sa loyauté. Ils découvrent accidentellement une deuxième cale cachée contenant des torpilles et apprennent que le navire sert en réalité à réapprovisionner secrètement les « meutes de loups » des sous-marins allemand. Ils regardent sans être détectés Holger entrer dans la cale et utiliser une radio pour contacter les Allemands. Cependant, avant que le duo ne puisse alerter l’armée, l’équipage de Skalder arrive en bateau, alors ils prétendent ne rien savoir. Skalder prévoit de réapprovisionner les sous-marins à Trabo.
Plus tard, un hydravion à coque canadien atterrit dans le port et un officier inspecte les papiers de Skalder. Ne trouvant rien d’anormal, il informe Skalder qu’une corvette arrivera le lendemain pour inspecter sa cargaison. Banyon propose de laisser l’un de ses deux membres d’équipage danois comme témoin, ce qui lui permet de se débarrasser de l’espion Holger sans éveiller les soupçons. Banyon quitte le port, mais une fois hors de vue, un homme reste à bord pour naviguer vers la station de radio la plus proche, tandis que Banyon et les autres se rendent aux doris et reviennent. Banyon met en place une embuscade nocturne ; lorsque les Allemands viennent faire prisonniers les villageois, ils sont anéantis. Banyon et ses hommes mirent ensuite le feu au Kvinde sous le couvert de l’obscurité. Dans la confusion qui en résulte, ils abordent, maîtrisent ou tuent le reste de l’équipage et libèrent Margaret, qui avait été prise en otage.
Skalder prétend avoir fait exploser le navire en vingt minutes. Banyon ne le croit pas, mais emmène le navire en mer, avec l’intention de le détruire en toute sécurité loin du village. Lui et ses hommes installent des torpilles pour exploser. Le Kvinde est approché par deux sous-marins allemands à la recherche de ravitaillement. Skalder parvient à obtenir une arme à feu et blesse son garde, Konrad, avant d’être tué. Alors qu’un troisième sous-marin fait surface, Banyon et un autre homme aident Konrad à monter dans un bateau et à ramer sous les tirs allemands.
Lorsque le navire explose, la vague qui en résulte submerge les sous-marins, qui chavirent corps et âmes.

## Fiche technique
- Titre original : Sealed Cargo
- Titre français : L'Équipage fantôme
- Réalisation : Alfred L. Werker
- Scénario : Dale Van Every, Oliver H.P. Garrett, Roy Huggins d'après Edmund Gilligan
- Musique : Roy Webb
- Direction artistique : Albert S. D'Agostino
- Décors : Darrell Silvera, William Stevens
- Costumes : Michael Woulfe
- Photographie : George E. Diskant
- Montage : Ralph Dawson
- Production : Warren Duff
- Société(s) de production : RKO
- Pays de production :  États-Unis
- Format : Noir et blanc
- Genre : drame
- Durée : 90 minutes
- Dates de sortie :
  - États-Unis : 19 mai 1951
  - France : 29 février 1952

## Distribution
- Dana Andrews : Capt Pat Banyon
- Carla Balenda : Margaret McLean
- Claude Rains : Capt Skalder
- Philip Dorn : Konrad
- Onslow Stevens : James McLean
- Skip Homeier : Steve